# Хардинг, Артур Эдуард
Артур Эдуард Хардинг (англ. Arthur Edward Harding; 2 марта 1828 года — 15 июля 1892 года) — генерал Британской армии, губернатор Гибралтара.

## Военная карьера
Второй сын Генри Хардинга, 1-го виконта Хардинга. Образование получил в Итонском колледже, в 1844 году поступил на службу в 41-й пехотный полк. Вскоре был назначен флигель-адъютантом своего отца, в то время генерал-губернатора Индии. В 1849 году переведён в Колдстримскую гвардию. В должности заместителя помощника генерал-квартирмейстера в 1854 году направлен в Крым, участвовал в сражении на Альме, Балаклавском сражении, Инкерманском сражении и осаде Севастополя. В 1856 году получил должность помощника генерал-квартирмейстера в Шорнклиффе, в 1858 году — шталмейстером у принца Альберта, после смерти которого получил назначение шталмейстером королевы. В 1881 году получил под командование Бомбейскую армию, в 1886 году стал губернатором Гибралтара.

## Семья
В 1858 году он женился на Мэри Джорджине Фрэнсис Эллис. В браке родились сын Артур Генри Хардинг и три дочери.